# Annie Miner Peterson
Annie Miner Peterson (1860-1939) fou una ameríndia d'ètnia coos de l'estat d'Oregon que fou consultora cultural i lingüística de Melville Jacobs, un antropòleg de la Universitat de Washington. El 1933, durant la recerca d'un consultor adequat del coos hanis d'entre els vuit o deu ancians coos que encara el parlaven amb fluïdesa aleshores, Jacobs va descobrir que Peterson parlava fluidament no sols hanis, sinó també miluk, un idioma penutià de la costa d'Oregon que es creia extingit feia més de quinze anys. Durant els estius de 1933 i 1934 Jacobs va entrevistar Peterson en aquests dos idiomes, recollint 32 texts de mites coos en miluk, vuit en hanis, i dos en hanis i miluk per comparació de les dues llengües. Durant dos anys també es van prendre enregistraments fonogràfics en cilindres de cera dels mites i cançons. A més Jacobs obtingué de Peterson un gran nombre de texts narratius i etnològics en miluk, un nombre menor en hanis i vuit textos tant en hanis com en miluk. Els texts narratius i etnològics foren publicats el 1939; els texts de mítics el 1940.

## Biografia
Annie va néixer en 1860 de mare coos i pare blanc, James Miner, a qui mai va conèixer, al poble natal de Willanch (Wu'læ'ænch, que significa lloc amb bon temps) a l'actual Cooston, a la riba est de la superior badia de Coos al sud de la costa d'Oregon. Ella va ser un dels últims amerindis coos que va créixer en la cultura tradicional. Quan era un nadó va ser portada per la seva mare a la reserva índia Costa a Yaquina Bay, i més tard es va traslladar a la sub-agència a Yachats on va créixer i es va casar, primer en un home gran abusiu hanis, i més tard amb William Jackson, un indi alsea de la seva edat. Gràcies a la seva filla, Nellie (Aason), hi ha descendents seus actuals. Annie va tenir tres matrimonis dissortats més, però va tenir un darrer matrimoni feliç amb un registrador suec anomenat Carl Peterson. Ambdós van morir de tuberculosi el 1939 a la seva llar a la baixa badia de Coos.
Annie Miner Peterson era una cistellera consumada, narradora, i repositòria de les llengües indígenes coos i de la cultura tradicional. La seva biografia completa va ser publicada per University of Oklahoma Press el 1997: She's Tricky Like Coyote: Annie Miner Peterson, an Oregon Coast Indian Woman, per Lionel Youst.